# 紀元前837年
紀元前837年（きげんぜん837ねん）は、西暦による年。

## 他の紀年法
- 干支 : 甲子
- 中国
  - 周 - 共和5年
  - 魯 - 真公19年
  - 斉 - 武公14年
  - 晋 - 釐侯4年
  - 秦 - 秦仲8年
  - 楚 - 熊厳元年
  - 宋 - 釐公22年
  - 衛 - 釐侯18年
  - 陳 - 幽公18年
  - 蔡 - 夷侯元年
  - 曹 - 夷伯28年
  - 燕 - 恵侯28年
- 朝鮮
  - 檀紀1497年
- ユダヤ暦 : 2924年 - 2925年
- アッシリア暦 : 3914年
- 人類紀元 : 9164年